# 上山保彦
上山 保彦（うえやま やすひこ、1929年3月28日 - 2024年7月10日）は、日本の経営者。住友生命保険社長、会長を務めた。福井県出身。

## 経歴
ペルーのリマで生まれる。旧制四高を経て1953年に京都大学経済学部を卒業し、同年に住友生命保険に入社。
1977年7月に取締役に就任し、常務、副社長を経て、1986年7月に社長に就任。1992年7月に会長に就任し、1999年10月から2003年9月までに名誉顧問を務めた。
2002年4月に勲二等旭日重光章を受章。
2024年7月10日、老衰のため、死去した。95歳没。死没日付をもって正四位に叙された。